# فرط التشخيص
فرط التشخيص هو تشخيص المرض الذي لن يسبب أبدًا أعراضًا أو وفاة خلال العمر المتوقع عادة للمريض وبالتالي لا يمثل أي تهديد عملي بغض النظر عن كونه مرضيًا. إن الإفراط في التشخيص هو أحد الآثار الجانبية للكشف عن الأشكال المبكرة من المرض. على الرغم من أن الفحص ينقذ الأرواح في بعض الحالات، لكنه في حالات أخرى قد يحول الناس إلى مرضى دون داع وقد يؤدي إلى علاجات لا تفيد وربما تضر. بالنظر إلى التباين الهائل الذي يعد طبيعيًا في علم الأحياء، فمن الطبيعي أنه كلما ازدادت عدد مرات الفحص واحدة، سوف يعثر على المزيد من النتائج العرضية بشكل عام. بالنسبة لنسبة كبيرة منهم، فإن الاستجابة الطبية الأنسب هي التعرف عليهم كشيء لا يتطلب التدخل؛ لكن تحديد الإجراء الذي تستدعيه نتيجة معينة (التجاهل، أو الانتظار اليقظ، أو التدخل) يمكن أن يكون صعبًا للغاية، سواء بسبب التشخيص التفريقي غير مؤكد أو لأن نسبة المخاطر غير مؤكدة (المخاطر التي يشكلها التدخل، أي الأحداث السلبية، مقابل مخاطر عدم التدخل).
يحدث التشخيص الزائد عندما يشخص المرض بشكل صحيح، ولكن التشخيص غير ذي صلة. قد يكون التشخيص الصحيح غير ذي صلة لأن علاج المرض غير متوفر أو غير مطلوب أو غير مرغوب فيه. يزعم بعض الناس أن مصطلح الإفراط في التشخيص غير مناسب، وأن العلاج المفرط هو أكثر تمثيلًا للظاهرة.
نظرًا لأن معظم الأشخاص الذين قد شخصوا يعالجوا أيضًا، فمن الصعب تقييم ما إذا كان التشخيص الزائد قد حدث لدى الفرد. لا يمكن تحديد التشخيص الزائد في الفرد خلال الحياة. يكون التشخيص المفرط مؤكدًا فقط عندما يبقى الفرد دون علاج، ولا تظهر عليه أعراض المرض مطلقًا ويموت بسبب شيء آخر. ومن ثم فإن التمييز بين الموت بمرض مقابل الموت بسبب المرض هو أمر مهم وملائم. وبالتالي فإن معظم الاستنتاجات حول الإفراط في التشخيص تأتي من دراسة السكان. إن معدلات الارتفاع السريع للاختبار وتشخيص المرض في تحديد معدلات ثابتة للنتائج المخيفة للمرض (مثل الوفاة) توحي بشدة بفرط التشخيص. ومع ذلك، فإن الأكثر إقناعًا هو الدليل من تجربة عشوائية لاختبار فحص يهدف إلى الكشف عن مرض ما قبل الإكلينيكي. تشكل الزيادة المستمرة في المرض المكتشف في المجموعة المختبرة بعد سنوات من اكتمال التجربة أفضل دليل على حدوث فرط في التشخيص.
على الرغم من أن التشخيص الزائد يمكن تطبيقه على تشخيص أي مرض، فقد جرى التعرف على المفهوم ودراسته لأول مرة في فحص السرطان - التقييم المنهجي للمرضى الذين لا تظهر عليهم أعراض للكشف عن الأشكال المبكرة للسرطان. يتمثل الضرر المركزي لفحص السرطان في التشخيص المفرط - اكتشاف التشوهات التي تتوافق مع التعريف المرضي للسرطان (تحت المجهر) ولكنها لن تتطور أبدًا لتسبب الأعراض أو الوفاة خلال العمر المتوقع عادة للمريض.
في سن متقدمة، مثل 65 عامًا أو أكثر، يكتسب مفهوم التشخيص الزائد أهمية متزايدة مع انخفاض متوسط العمر المتوقع. هناك أنواع مختلفة من السرطانات التي من الموانع القياسية للفحص هي متوسط العمر المتوقع لأقل من 10 سنوات، وذلك لسبب بسيط ومنطقي وهو أن الشخص الذي لديه بالفعل حالة صحية معقدة من الناحية الطبية (على سبيل المثال، أمراض مصاحبة متعددة) ومن الناحية الواقعية يمكن أن يتوقع أن يعيش أقل من 10 سنوات من غير المرجح أن تحصل على فائدة صافية (توازن الفوائد مقابل الأضرار) من تشخيص وعلاج هذا السرطان، خاصة إذا كان قد يكون بطيئًا على أي حال. سرطان البروستات هو مثال كلاسيكي، ولكن يمكن أن ينطبق المفهوم على سرطان الثدي وأنواع أخرى أيضًا.

## فرط التشخيص وتنوع تطور السرطان
فحص السرطان هو محاولة لاكتشاف السرطان مبكرًا، خلال مرحلته ما قبل السريرية – وهي الفترة الزمنية التي تبدأ بخلية غير طبيعية وتنتهي عندما يلاحظ المريض أعراض السرطان. من المعروف منذ فترة طويلة أن بعض الأشخاص يعانون من سرطانات ذات مراحل ما قبل السريرية قصيرة (سرطانات سريعة النمو وشديدة النمو)، بينما يعاني البعض الآخر من سرطانات ذات مراحل ما قبل السريرية طويلة (سرطانات بطيئة النمو). وهذا التباين له تأثير مؤسف: على وجه التحديد، يميل الفحص إلى اكتشاف السرطانات بطيئة النمو بشكل غير متناسب (لأنه يمكن اكتشافها لفترة طويلة من الزمن) ويفتقد بشكل غير متناسب السرطانات سريعة النمو (لأنه لا يمكن الوصول إليها إلا من أجل الكشف عنها في فترة قصيرة من الزمن) - وهي السرطانات التي نرغب في اكتشاف وجودها.
هذا النموذج طويل الأمد لديه افتراض خفي: أي أن جميع السرطانات تتقدم حتمًا. لكن بعض سرطانات ما قبل السريرية لن تتطور لتسبب مشاكل للمرضى. وإذا كشف الفحص (أو الاختبار لسبب آخر) عن هذه السرطانات، فقد حدث فرط في التشخيص.
يوضح الشكل أدناه عدم تجانس تطور السرطان باستخدام 4 أسهم لتمثيل 4 فئات من تطور السرطان.

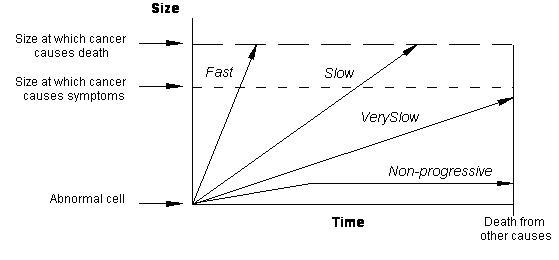
يعد فحص السرطان مفيدًا للغاية في الكشف عن السرطانات التي تتطور ببطء، ولكن يمكن أن يسبب التشخيص المفرط إذا كشف عن سرطانات بطيئة للغاية أو غير متطورة.

يمثل السهم المسمى سريع سرطانًا سريع النمو، يؤدي سريعًا إلى ظهور الأعراض والوفاة. هذه هي أسوأ أشكال السرطان وغالبًا ما تظهر للأسف في الفترة الفاصلة بين اختبارات الفحص. السهم المسمى بطيء يمثل سرطانًا بطيء النمو، يؤدي إلى الأعراض والموت ولكن بعد سنوات عديدة فقط. هذه هي السرطانات التي يمكن القول إن لفحصها أكبر أثر مفيد.
يمثل السهم المسمى بطيء جدًا سرطانًا لا يسبب مشاكل أبدًا لأنه ينمو ببطء شديد. إذا نما السرطان ببطء كافٍ، فسوف يموت المرضى لسبب آخر قبل أن يصبح السرطان كبيرًا بما يكفي لإحداث الأعراض.
السهم المسمى غير تقدمي يمثل سرطانًا لا يسبب مشاكل أبدًا لأنه لا ينمو على الإطلاق. بعبارة أخرى، هناك تشوهات خلوية تتوافق مع التعريف المرضي للسرطان ولكنها لا تتسبب أبدًا في ظهور الأعراض - وبدلًا من ذلك، قد تنمو ثم تتراجع. على الرغم من أن مفهوم السرطانات غير التقدمية قد يبدو غير قابل للتصديق، فقد بدأ العلماء الأساسيون في الكشف عن الآليات البيولوجية التي توقف تطور السرطان. تتفوق بعض السرطانات على إمدادات الدم (وتتضور جوعًا)، والبعض الآخر يتعرف عليه الجهاز المناعي للمضيف (ويجري احتواؤه بنجاح)، والبعض الآخر ليس عدوانيًا في المقام الأول.
عادة ما يشار إلى السرطان الذي ينمو ببطء شديد بحيث لا يمكن أن يؤذي المريض على أنه ورم حميد. على الرغم من أن بعض أنواع الأورام الحميدة قد تتطلب تدخلًا، إلا أنها غالبًا ما تراقب ببساطة بحثًا عن التحول الخبيث.